# Pamhagen
Pamhagen (ungarisch Pomogy) ist eine Gemeinde mit 1472 Einwohnern (Stand 1. Jänner 2025) im nördlichen Burgenland im Bezirk Neusiedl am See in Österreich.

## Geografie
Pamhagen liegt am Rande des nordburgenländischen Teilgebietes Waasen, zwischenzeitlich auch Wasen (ungar.: Hanság). Das Gemeindegebiet grenzt an Ungarn, wobei etwa die Hälfte der Grenze entlang des Einser-Kanals verläuft. Weitere Ortsteile sind das Feriendorf Pannonia und der Tierpark Pamhagen.
Nachbargemeinden:
|         | Sankt Andrä am Zicksee                      |                       |
| Apetlon | Kompassrose, die auf Nachbargemeinden zeigt | Wallern im Burgenland |
|         | Ungarn                                      |                       |

## Geschichte
1268 wird der Ort erstmals urkundlich erwähnt. 1380 wird ein Pfarrer Johann ecclesiae de Pomog genannt. 1547 erfolgte die Niederschrift eines Bann-Taidings (Gerichtstag). Die erste Erwähnung einer Schule erfolgt 1652.
Die Komitat-Konskription des Jahres 1713 gibt den ersten Hinweis auf Weinbau in Pamhagen. Von 1778 bis 1780 erfolgten der Bau eines Straßendammes durch den Waasen mit 14 hölzernen Brücken von Pamhagen nach Esterház (Länge 7,5 km) und Ende des 19. Jahrhunderts (1897) die Errichtung der Fertövide-er Lokal-Eisenbahn (Neusiedler Seebahn).
Wenige Jahre später, 1909, wird die Pamhagener Kreditgenossenschaft gegründet.
Der Ort gehörte wie das gesamte Burgenland bis 1920/21 zu Ungarn (Deutsch-Westungarn). Seit 1898 musste aufgrund der Magyarisierungspolitik der Regierung in Budapest der ungarische Ortsname Pomogy verwendet werden.
Dabei gehörte Pamhagen (Pomogy) zum Komitat Wieselburg (Moson Vármegye).
Nach Ende des Ersten Weltkriegs wurde nach zähen Verhandlungen Deutsch-Westungarn in den Verträgen von St. Germain und Trianon 1919 Österreich zugesprochen. Der Ort gehört seit 1921 zum neu gegründeten Bundesland Burgenland (siehe auch Geschichte des Burgenlandes).
1948 teilte der „Eiserne Vorhang“  Europa, Pamhagen verlor den Zugang zu Grundeigentum auf ungarischem Territorium.
Nach dem Schließen der Grenzübergänge (Bahn und Straße) zu Ungarn im Jahr 1955 war es nur mit Visum (insbesondere ungarische Arbeitspendler) möglich per Bahn ein- und auszureisen. 1990 wurde die Neusiedler Seebahn für Grenzübertritte geöffnet.
Insbesondere für den Radverkehr war die Wiedereröffnung des Grenzübergangs Pamhagen-Fertöd auf flachem, kurzem Weg nach Ungarn für Nichtmotorisierte um 1991 ein großer Gewinn. 1995 wurde der Übergang auch für land- und forstwirtschaftlichen Verkehr geöffnet, später auch allgemein für Motorisierte.

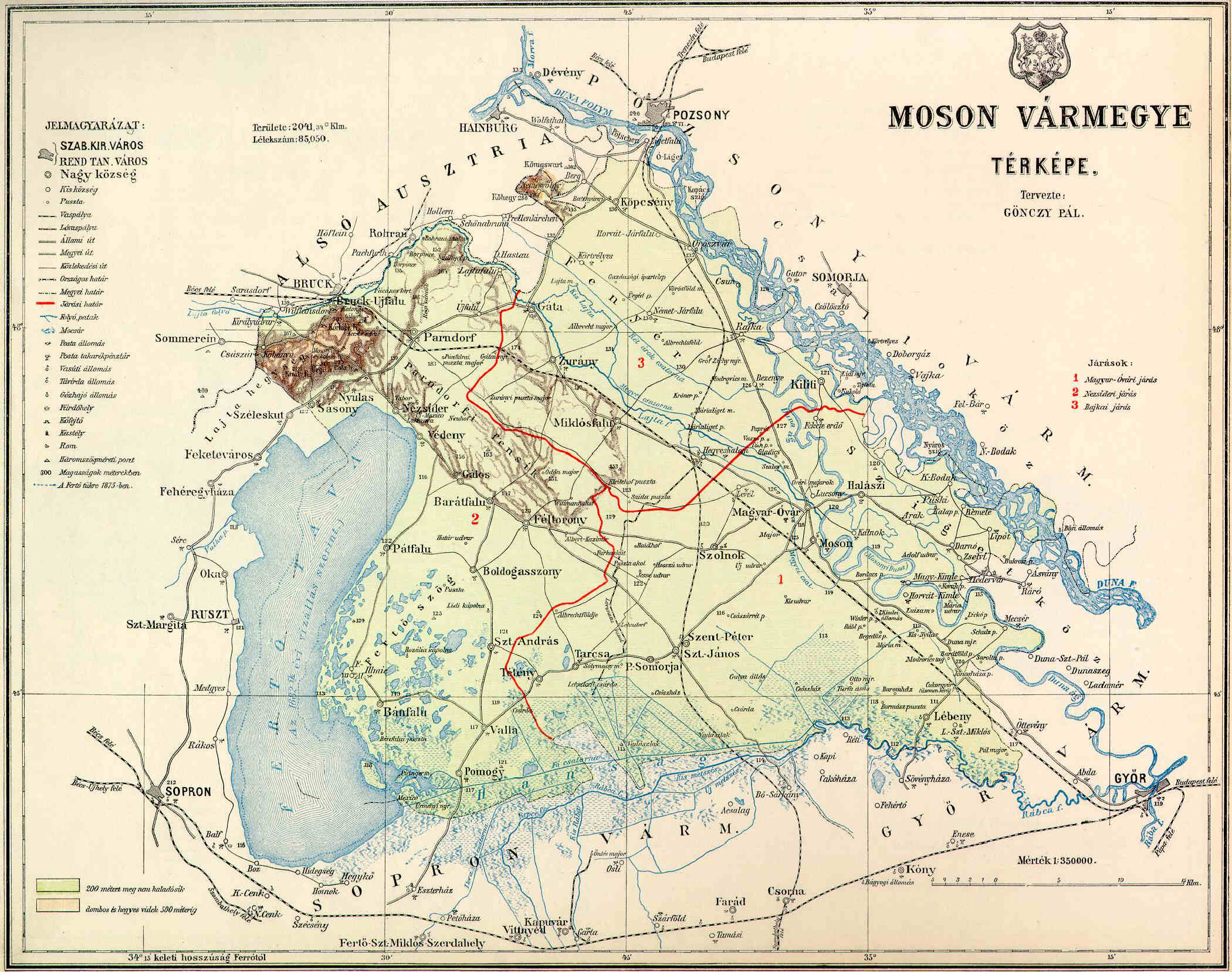
Karte des Komitats Wieselburg
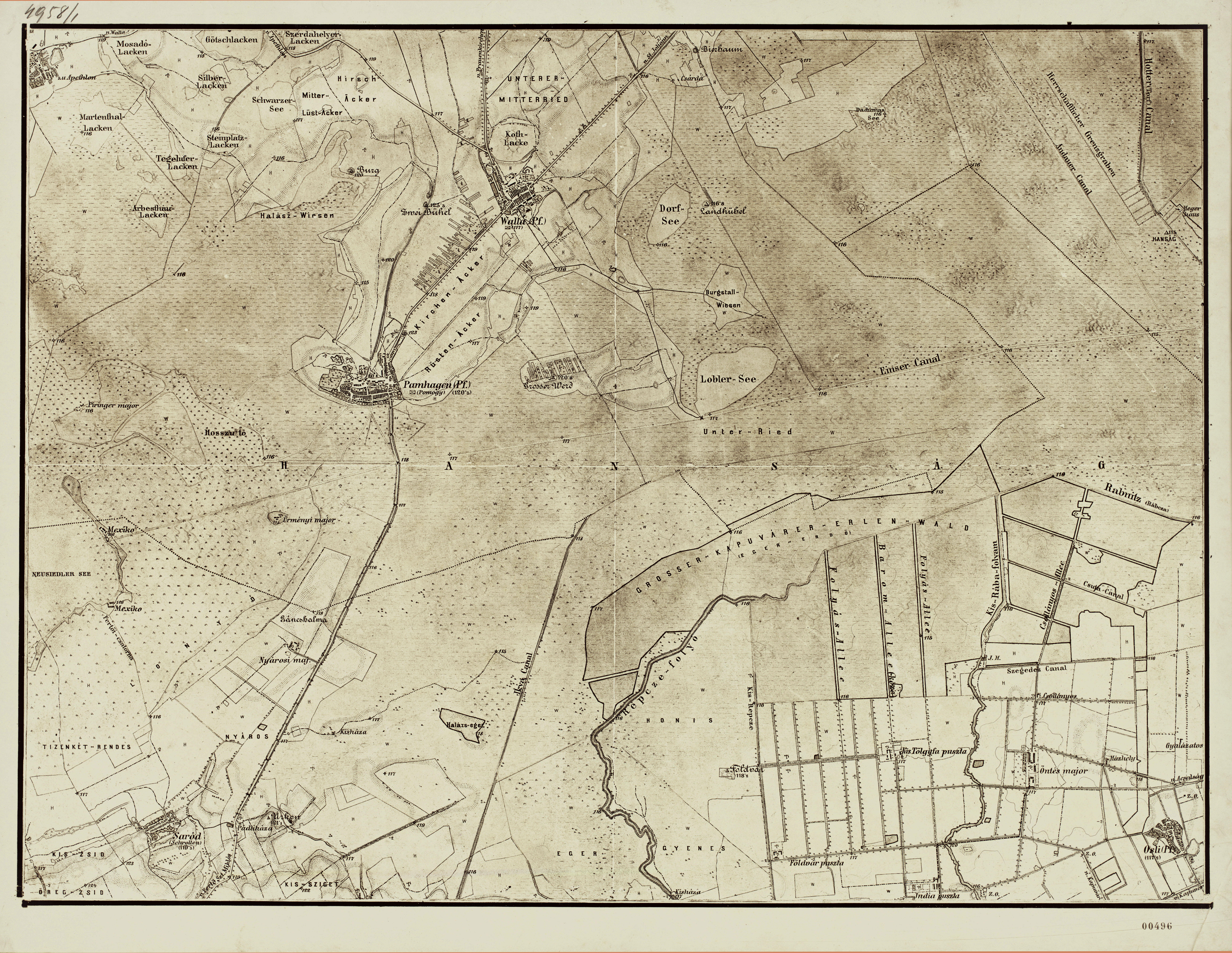
Pamhagen Ende des 19. Jh. (Aufnahmeblatt der Landesaufnahme)

### Bevölkerungsentwicklung
| Pamhagen: Einwohnerzahlen von 1869 bis 2025         | Pamhagen: Einwohnerzahlen von 1869 bis 2025 | Pamhagen: Einwohnerzahlen von 1869 bis 2025 | Pamhagen: Einwohnerzahlen von 1869 bis 2025 | Pamhagen: Einwohnerzahlen von 1869 bis 2025 |
| --------------------------------------------------- | ------------------------------------------- | ------------------------------------------- | ------------------------------------------- | ------------------------------------------- |
| Jahr                                                |                                             |                                             |                                             | Einwohner                                   |
| 1869                                                | 1869                                        |                                             | 1.895                                       | 1.895                                       |
| 1880                                                | 1880                                        |                                             | 1.766                                       | 1.766                                       |
| 1890                                                | 1890                                        |                                             | 1.812                                       | 1.812                                       |
| 1900                                                | 1900                                        |                                             | 1.960                                       | 1.960                                       |
| 1910                                                | 1910                                        |                                             | 2.057                                       | 2.057                                       |
| 1923                                                | 1923                                        |                                             | 1.789                                       | 1.789                                       |
| 1934                                                | 1934                                        |                                             | 2.110                                       | 2.110                                       |
| 1939                                                | 1939                                        |                                             | 2.200                                       | 2.200                                       |
| 1951                                                | 1951                                        |                                             | 2.167                                       | 2.167                                       |
| 1961                                                | 1961                                        |                                             | 2.133                                       | 2.133                                       |
| 1971                                                | 1971                                        |                                             | 2.068                                       | 2.068                                       |
| 1981                                                | 1981                                        |                                             | 1.991                                       | 1.991                                       |
| 1991                                                | 1991                                        |                                             | 1.795                                       | 1.795                                       |
| 2001                                                | 2001                                        |                                             | 1.768                                       | 1.768                                       |
| 2011                                                | 2011                                        |                                             | 1.667                                       | 1.667                                       |
| 2021                                                | 2021                                        |                                             | 1.549                                       | 1.549                                       |
| 2025                                                | 2025                                        |                                             | 1.472                                       | 1.472                                       |
| Quelle(n): Statistik Austria, Gebietsstand 1.1.2021 |                                             |                                             |                                             |                                             |

## Kultur und Sehenswürdigkeiten

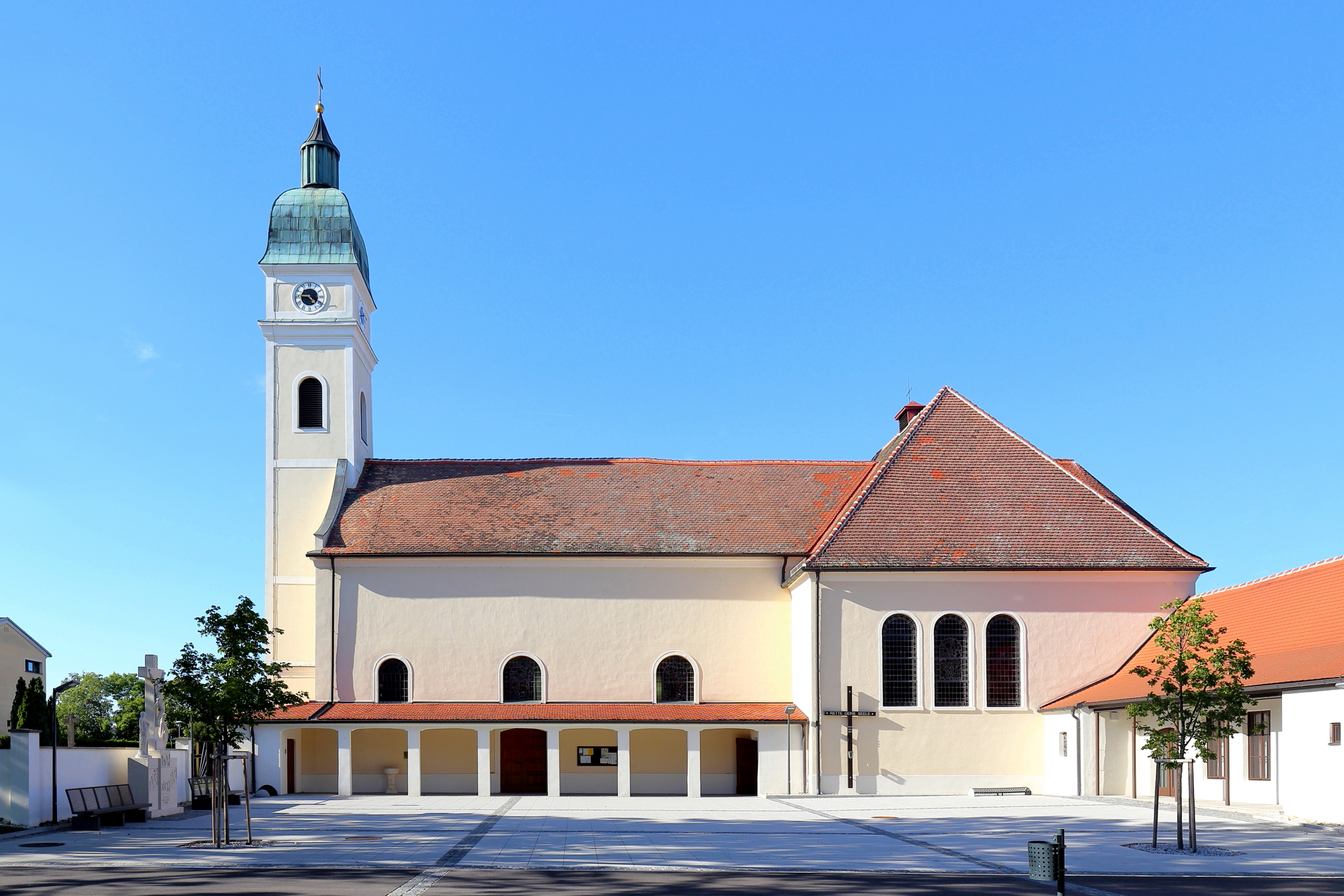
Pfarrkirche Pamhagen

- Pfarrkirche Pamhagen: Sie wurde von 1745 bis 1754 errichtet und Mitte der 1950er Jahre erweitert sowie umgebaut.
- Türkenturm: Der Turm ist das Wahrzeichen des Ortes. Der Türkenturm ist ein ehemaliger Glockenturm aus der Zeit, als die Kirche noch außerhalb des Ortes stand.

- Neusiedlersee

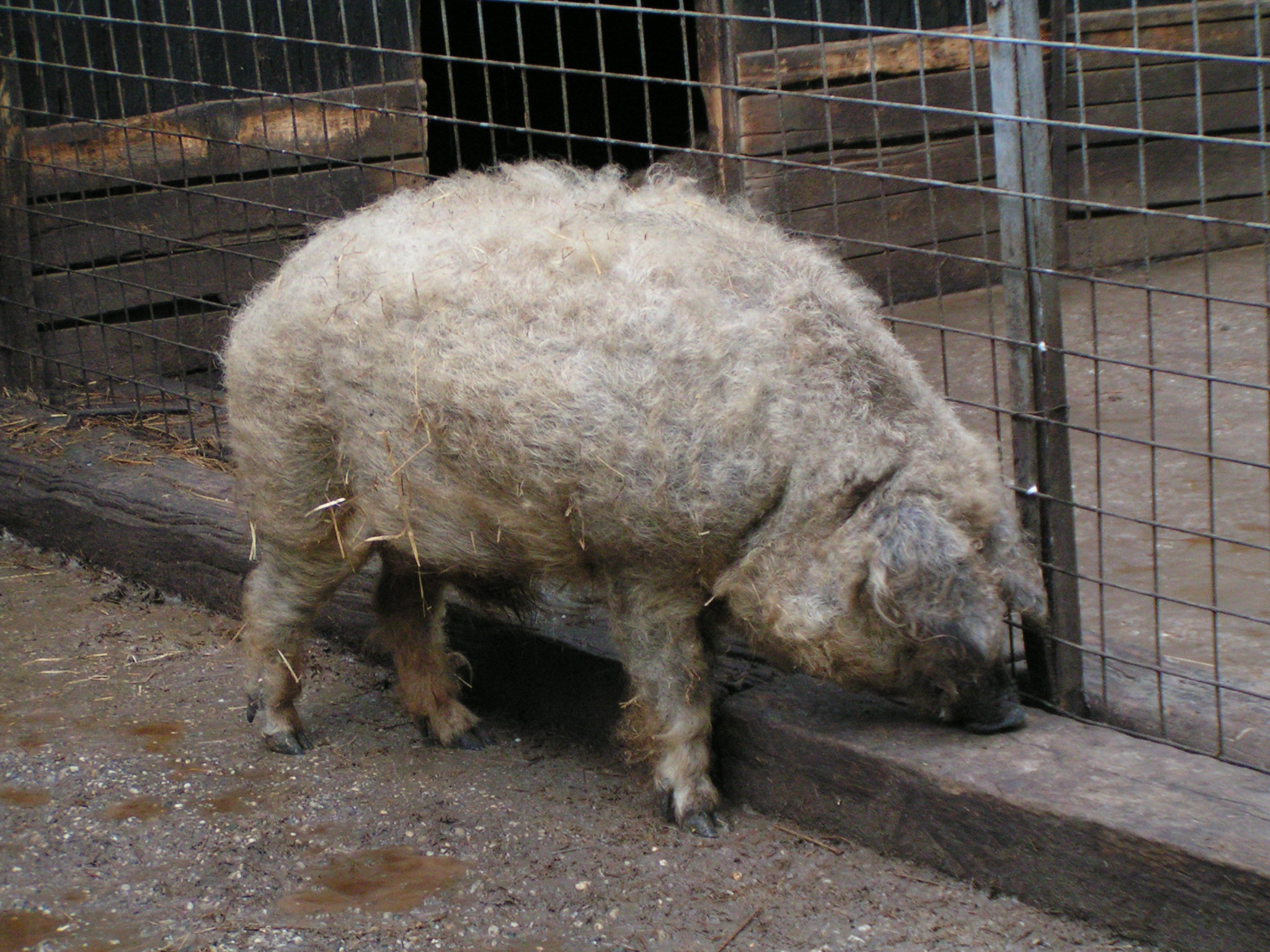
Wollschwein im Steppentierpark Pamhagen

- Nationalpark Neusiedler See – Seewinkel
- Nationalpark Fertő-Hanság
- Steppentierpark Pamhagen Der naturbelassene Tierpark mit 50 Tierarten in der unberührten Steppenlandschaft im burgenländischen Seewinkel existiert seit 1975, auf einer Fläche von 13 Hektar. Er ist von März bis Ende Oktober geöffnet.

## Politik

### Gemeinderat
Der Gemeinderat umfasst aufgrund der Einwohnerzahl insgesamt 21 Mitglieder.
| Partei          | 2022             | 2022             | 2022             | 2017             | 2017             | 2017             | 2012             | 2012             | 2012             | 2007             | 2007             | 2007             | 2002             | 2002             | 2002             | 1997             | 1997             | 1997             |
| Partei          | Sti.             | %                | M.               | Sti.             | %                | M.               | Sti.             | %                | M.               | Sti.             | %                | M.               | Sti.             | %                | M.               | Sti.             | %                | M.               |
| --------------- | ---------------- | ---------------- | ---------------- | ---------------- | ---------------- | ---------------- | ---------------- | ---------------- | ---------------- | ---------------- | ---------------- | ---------------- | ---------------- | ---------------- | ---------------- | ---------------- | ---------------- | ---------------- |
| ÖVP             | 664              | 55,38            | 12               | 748              | 58,57            | 13               | 850              | 59,27            | 13               | 691              | 45,88            | 10               | 566              | 43,67            | 10               | 524              | 44,33            | 10               |
| SPÖ             | 535              | 44,62            | 9                | 423              | 33,12            | 7                | 584              | 40,73            | 8                | 767              | 50,93            | 11               | 620              | 47,84            | 10               | 522              | 44,16            | 9                |
| FP A1           | nicht kandidiert | nicht kandidiert | nicht kandidiert | 106              | 8,30             | 1                | nicht kandidiert | nicht kandidiert | nicht kandidiert | nicht kandidiert | nicht kandidiert | nicht kandidiert | nicht kandidiert | nicht kandidiert | nicht kandidiert | nicht kandidiert | nicht kandidiert | nicht kandidiert |
| FPÖ             | nicht kandidiert | nicht kandidiert | nicht kandidiert | nicht kandidiert | nicht kandidiert | nicht kandidiert | nicht kandidiert | nicht kandidiert | nicht kandidiert | 22               | 1,46             | 0                | 110              | 8,49             | 1                | 136              | 11,51            | 2                |
| FBL             | nicht kandidiert | nicht kandidiert | nicht kandidiert | nicht kandidiert | nicht kandidiert | nicht kandidiert | nicht kandidiert | nicht kandidiert | nicht kandidiert | 26               | 1,73             | 0                | nicht kandidiert | nicht kandidiert | nicht kandidiert | nicht kandidiert | nicht kandidiert | nicht kandidiert |
| Wahlberechtigte | 1584             | 1584             | 1584             | 1651             | 1651             | 1651             | 1852             | 1852             | 1852             | 1859             | 1859             | 1859             | 1653             | 1653             | 1653             | 1523             | 1523             | 1523             |
| Wahlbeteiligung | 84,85 %          | 84,85 %          | 84,85 %          | 85,46 %          | 85,46 %          | 85,46 %          | 86,66 %          | 86,66 %          | 86,66 %          | 87,79 %          | 87,79 %          | 87,79 %          | 88,02 %          | 88,02 %          | 88,02 %          | 90,15 %          | 90,15 %          | 90,15 %          |

### Gemeindevorstand
Dem Gemeindevorstand gehören neben Bürgermeister Josef Tschida (ÖVP) und Vizebürgermeister Reinhard Csida (SPÖ) die geschäftsführenden Gemeinderäte Manfred Bleich (SPÖ),  Anton Kotzenmacher (ÖVP), Johann Munzenrieder (SPÖ), Johann Thell (ÖVP) und Gerhard Thüringer (ÖVP) an.

### Bürgermeister
Bürgermeister ist Josef Tschida (ÖVP), der am 7. Oktober 2012 Johann Munzenrieder (SPÖ) ablöste. Vor Munzenrieder stand bis 13. Februar 2012 Josef Wüger (SPÖ) der Gemeinde vor. Bei der Bürgermeisterdirektwahl 2017 wurde Tschida mit 67,38 % der Stimmen in seinem Amt bestätigt. Bei der Wahl 2022 verteidigte Josef Tschida sein Amt mit 56,95 Prozent der Stimmen im ersten Wahlgang.

### Gemeindewappen
Das Wappen stammt aus dem 19. Jahrhundert und zeigt eine dreizackige Harpune, die von stilisierten Zweigen umgeben ist. Die mittlere Zacke der Harpune weist einen dreispitzigen Widerhaken auf, die seitlichen Zacken haben nur einen Spitz. Die stilisierten Zweige sind unten gekreuzt und umranken die Harpune U-förmig. Es sind keine Farbensignierungen erhalten, die auf Wappen- und Ortsfarben schließen lassen.

### Partnergemeinde
Seit 2008 pflegt Pamhagen eine Partnerschaft mit Krumpendorf am Wörthersee in Kärnten.

## Persönlichkeiten

### Söhne und Töchter der Gemeinde
- Leopold Fleischhacker (1891–1960), Landwirt und Politiker
- Johann Sipötz (* 1941), Politiker (SPÖ), ehemaliger Landeshauptmann des Burgenlands (1987–1991)
- Johann Füzi (* 1958), Fußballspieler und Fußballtrainer

### Personen mit Bezug zur Gemeinde
- Heinz Fischer (* 1938), ehemaliger Bundespräsident, er besuchte in Pamhagen die Volksschule